# 李賢成
李賢成（朝鮮語: 리현성；英語: Ri Hyon-Song；1993年12月23日—）朝鮮足球運動員。入選過朝鮮國家青年足球隊、朝鮮國家奧運足球隊和朝鮮國家足球隊。曾經效力於朝鮮足球聯賽球會龍南山體育團，現在效力於鯉明水體育團。

## 簡歷
李賢成代表朝鮮參加2012年亞足聯挑戰盃，在對印度國家足球隊賽事中以後備身分上陣，協助朝鮮奪得冠軍取得2015年亞洲盃足球賽決賽週資格。此前，2010年入選朝鮮國家青年足球隊參與了2010年亞足聯U19青年錦標賽並奪得冠軍，其後參加了2011年U20世界盃足球賽。
另外，他在2014年代表朝鮮國家奧運足球隊参加2013年亞足聯U22錦標賽，在分組賽對敘利亞國家奧運足球隊中負給對方，及後對阿聯酋國家奧運足球隊中與對方平手，沒能成功晉級準決賽。

## 國際賽進球
朝鮮U-20
| # | 日期          | 場地     | 對手 | 進球 | 比數 | 比賽                              |
| - | ------------- | -------- | ---- | ---- | ---- | --------------------------------- |
| 1 | 2009年11月1日 | 中國淄博 | 關島 | 11–1 | 11–1 | 2010年亞洲U19青年足球錦標賽預選賽 |

## 榮譽

### 國家隊
朝鮮
- 亞足聯挑戰盃冠軍：2012年；

朝鮮U-20
- 亞足聯U19青年錦標賽冠軍：2010年；